# Дигби, Джейн
Джейн Элизабет Дигби (англ. Jane Elizabeth Digby; 3 апреля 1807, Холкем-холл, Норфолк — 11 августа 1881, Дамаск) — английская аристократка, скандально известная своим вольным поведением.

## Биография
Родилась в семье военного моряка — будущего адмирала Генри Дигби — в 1807 году. Её дедом по матери был видный парламентарий, один из вождей партии вигов Томас Кок.
В 1824 году вышла замуж за Эдварда Лоу, 2-го барона Элленборо, перспективного молодого политика. В его доме часто бывали зарубежные дипломаты со своими женами. Ближайшими подругами Джейн стали жены австрийского и российского послов принцесса Эстерхази и графиня Доротея Ливен. В 1826 году Джейн завела любовника, своего двоюродного брата полковника Джорджа Энсона, а в 1828 году её любовником стал австрийский дипломат Феликс Шварценберг. Об этом узнал муж Джейн и потребовал развода.
Так как Эдвард Лоу был членом Палаты лордов, дело о его разводе должно было рассматриваться обеими палатами парламента. Слушания были открытыми, и в 1829 году вся британская пресса писала об этом скандальном разводе. Во время этого бракоразводного процесса Джейн родила дочь. Под именем мадам Эйнберг Джейн поселилась в Париже, где некоторое время жила с Феликсом Шварценбергом, родила от него второго ребенка, но в 1830 году рассталась с ним.
Джейн перебралась в Мюнхен, где стала любовницей короля Баварии Людвига I. Затем её возлюбленным стал барон Карл фон Феннинген, за которого она в 1833 году вышла замуж и родила дочь.
В 1835 году в Мюнхене Джейн Дигби познакомилась с греческим графом Спиридоном Феотоки, с которым попыталась сбежать от мужа. Муж Джейн вызвал Феотоки на дуэль и ранил его. После излечения Феотоки уехал в Грецию, но в 1838 году вернулся в Мюнхен, и Джейн снова попыталась сбежать с ним. В конце концов, в 1840 году фон Феннинген согласился на развод и Джейн, приняв православие, вышла замуж за Феотаки, от которого родила сына. В 1841 году они поселились в Греции.
В 1846 году Джейн узнала, что граф Феотоки ей изменяет, и выгнала мужа из дома. Затем при невыясненных обстоятельствах погиб её шестилетний сын. После этого Джейн шесть лет путешествовала по Европе и Османской империи, а в 1852 году вернулась в Грецию, где стала возлюбленной генерала Христодулоса Хадзипетроса. Но в 1853 году Джейн узнала, что генерал изменил ей с её служанкой, после чего бросила его и вновь уехала на Ближний Восток.
Во время поездки к Пальмире англичанку вызвался сопровождать шейх Меджуэль аль-Мизраб, младший брат главы большого бедуинского племени. Он удивил её знанием языков и начитанностью. После недолгого знакомства Меджуэль, бывший на двадцать лет младше Джейн, предложил ей выйти за него замуж. Джейн согласилась. Она вышла за него замуж по мусульманскому обряду, но при этом в ислам не переходила. Биограф Джейн Дигби Маргарет Фокс Шмидт писала, что обаяние английской аристократки «пересекло все географические границы». Она «очаровала трёх королей (в том числе, отца и сына), двух принцев, немецкого барона, албанского генерала и бедуинского шейха», и это далеко не полный список.
Джейн кочевала вместе с племенем, научилась доить верблюдиц и коз, а затем купила дом в Дамаске. Через британского консула в Дамаске Джейн наладила поставки мезрабам британских винтовок, что повысило их военную мощь в конфликтах с другими племенами. Когда в июле 1860 года мусульмане устроили погром христианских кварталов, Джейн каждую ночь выходила из дома в бедуинском наряде, оказывая медицинскую помощь пострадавшим и раздавая им еду.
Джейн умерла от дизентерии в Дамаске в 1881 году, и её похоронили на местном протестантском кладбище.

## Образ в культуре
В телесериале 2021 года «Вокруг света за 80 дней» показана Джейн Дигби периода её последнего, бедуинского, брака. В сериале отражено и негативное отношение английского общества к скандально известной соотечественнице. Роль Дигби исполнила шотландская актриса Линдси Дункан.